# BMP-3
BMP-3(러시아어: БМП-3, Боевая Mашина Пехоты-3)는 러시아의 보병전투차(IFV)이다. BMP-2가 만들어진뒤 이에 대응하여 미국이 M2 브래들리를 개발하자 이에 다시 대응하여 러시아가 개발한 장갑차이다. 2008년 당시 장갑차 분야에서 미국의 M2A3와 함께 세계 최강으로 꼽히고 있었다. 장갑차로서는 특이하게 100mm 저압포와 30mm 기관포를 가지고 있어서 현존하는 보병전투차량중에서는 가장 다양한 무장을 갖춘 장갑차라는 수식어를 달고 다닌다. 상륙형 BMP-3F와 공격력과 방어력이 크게 강화된 BMP-3M이 존재하며 각국 BMP-3마다 일부 사항이 조금씩 다르다.

## 역사
BMP-3 또는 Obyekt 688M은 1975년 100 mm 주포 2A48-1을 장착한 Obyekt 685 경전차 프로토타입에 바탕을 두고 있다. 이 경전차는 대량생산되지 않았다. 그러나 그 섀시에 새로운 엔진을 장착해서 차기 보병 전투 차량인 Obyekt 688을 만들었다.
1980년대 초반에 BMP-3가 개발되었으며, 1987년 공식적으로 소련 육군에 실전배치되었다. 1990년 전승절 열병식에 일반에 최초로 공개되었으며, NATO는 IFV M1990/1 라고 코드명을 붙였다.

## 사용 국가
- 러시아(舊  소련) - 340 육군, 22 해군[3]
- 아제르바이잔 - 4
- 키프로스 - 43
- 그리스 - 430 BMP-3HEL, 주문
- 인도네시아 - 20 BMP-3F, 2008년 인도
- 대한민국 - 70
- 쿠웨이트 - 120
- 스리랑카 - 45
- 우크라이나 - 4[4]
- 아랍에미리트 - 598
- 베네수엘라 - 260 (주문)

## 대한민국의 불곰사업
이 차량이 한국에 들어온 계기는 불곰사업이다. 불곰사업이란 소련에 빌려준 돈의 일부를 러시아에서 무기로 받는 것이다.
대한민국은 1차 불곰사업으로 T-80U 33대, BMP-3F 33대를 러시아로부터 도입했다. 2차 불곰사업으로 T-80UK(지휘형) 2대, 신형 BMP-3M 37대를 러시아로부터 도입했다. 이렇게 도입한 T-80U 1개 대대와 BMP-3 2개 대대는 모두 동부전선에 실전배치되었다. 러시아제 T-62 전차와 BMP-1을 주요 무기로 하는 조선민주주의인민공화국 지상군에 대해 주로 미국산 무기로 대치해 온 한국군이 처음으로 러시아 무기를 휴전선에 배치하였다.
BMP-3는 한국군의 호평을 받았다. 러시아는 소련 시절부터 보병전투차 성능이 서방을 앞질렀다. 소련은 보병전투차의 효시인 BMP-1을 처음으로 선보이며 서방을 긴장시켰다. 보병전투차는 보병이 탑승한 상태에서 전투를 통해 적을 제압한다는 새로운 전술개념에 바탕한 신무기였다.

## 같이 보기
- M2 브래들리
- K-21
- BMP-1